# Liste der Naturdenkmale in Efringen-Kirchen
| Naturdenkmale | Anzahl |
| ------------- | ------ |
| FND           | 3      |
| END           | 3      |
| Gesamt        | 6      |

Die Liste der Naturdenkmale in Efringen-Kirchen nennt die verordneten Naturdenkmale (ND) der im baden-württembergischen Landkreis Lörrach liegenden Gemeinde Efringen-Kirchen. In Efringen-Kirchen gibt es insgesamt sechs als Naturdenkmal geschützte Objekte, davon drei flächenhafte Naturdenkmale (FND) und drei Einzelgebilde-Naturdenkmale (END).
Stand: 31. Oktober 2016.

## Flächenhafte Naturdenkmale (FND)
| Name                     | Bild | Kennung     | Einzelheiten                             | Position | Fläche Hektar | Datum         |
| ------------------------ | ---- | ----------- | ---------------------------------------- | -------- | ------------- | ------------- |
| Hartbergsockel           | BW   | 83360140003 | Efringen-Kirchen                         | ⊙        | 1,3           | 11. März 1991 |
| Kiesgrube-Huttingen      | BW   | 83360140004 | Efringen-Kirchen                         | ⊙        | 4,2           | 18. Juni 1991 |
| „Läufelberg“             | BW   | 83360750001 | Efringen-Kirchen, Fischingen, Schallbach | ⊙        | 1,5           | 1. Aug. 1982  |
| Legende für Naturdenkmal |      |             |                                          |          |               |               |

## Einzelgebilde (END)
| Name                     | Bild | Kennung     | Einzelheiten     | Position | Fläche Hektar | Datum         |
| ------------------------ | ---- | ----------- | ---------------- | -------- | ------------- | ------------- |
| 1 Eiche                  | BW   | 83360140001 | Efringen-Kirchen | ⊙        | 0,0           | 6. Juni 2003  |
| 1 Linde                  | BW   | 83360140003 | Efringen-Kirchen | ⊙        | 0,0           | 6. Juni 2003  |
| 2 „Kirschbäume“          |      | 83360140002 | Efringen-Kirchen | ???      | 0,0           | 31. Juli 1984 |
| Legende für Naturdenkmal |      |             |                  |          |               |               |